# Lindach (Manching)
Lindach ist seit 1978 ein Gemeindeteil des Marktes Manching im nördlichen Landkreis Pfaffenhofen an der Ilm und weist 20 vergebene Hausnummern auf.

## Geographie
Auf dem Weg von Manching nach Westenhausen liegt nördlich der Donausüdstraße, der heutigen Bundesstraße 16, der Gemeindeteil Lindach. Nördlich verläuft die Bahnstrecke Regensburg–Ingolstadt.

## Geschichte
Lindach gehörte wie Rottmannshart ab 1803 bis zur Eingemeindung nach Manching im Jahre 1978 zur Gemeinde Westenhausen im Bezirksamt Pfaffenhofen. Der wichtige Ost-West-Verkehrsweg Donausüdstraße, in vielen Jahrhunderten als Heerpfad genutzt, hat schon in frühester Zeit den Strom in sicherem Abstand begleitet. In römischer Zeit wurde er zur Sicherung der Donaugrenze als gut ausgebaute Landstraße befestigt.
Lindach (Ort bei den Linden am Wasser) wurde 1270 erstmals urkundlich erwähnt. Es zählte von alters her zur Pfarrei Manching, während das benachbarte Westenhausen nach Ernsgaden eingepfarrt wurde.
Am 23. Oktober 1944 gingen etwa 25 Bomben auf Lindach nieder, jedoch ohne größeren Schaden zu verursachen, da nur eine einzige Bombe landwirtschaftliche Nebengebäude traf. Zum Dank, im Krieg verschont geblieben zu sein, wurde die Maria-Hilf-Kapelle erbaut und am 9. Oktober 1949 durch Pfarrer Otto Frey geweiht. Sie ist alljährlich das Ziel einer Dank- und Bittprozession aus Manching. Im Sommer 2014 wurde die Kapelle in einem ehrenamtlichen Projekt renoviert.
Im Juni 2024 wurde Lindach stark von dem Hochwasser in Süddeutschland 2024 getroffen.